# Mariä Himmelfahrt (Unterlappach)

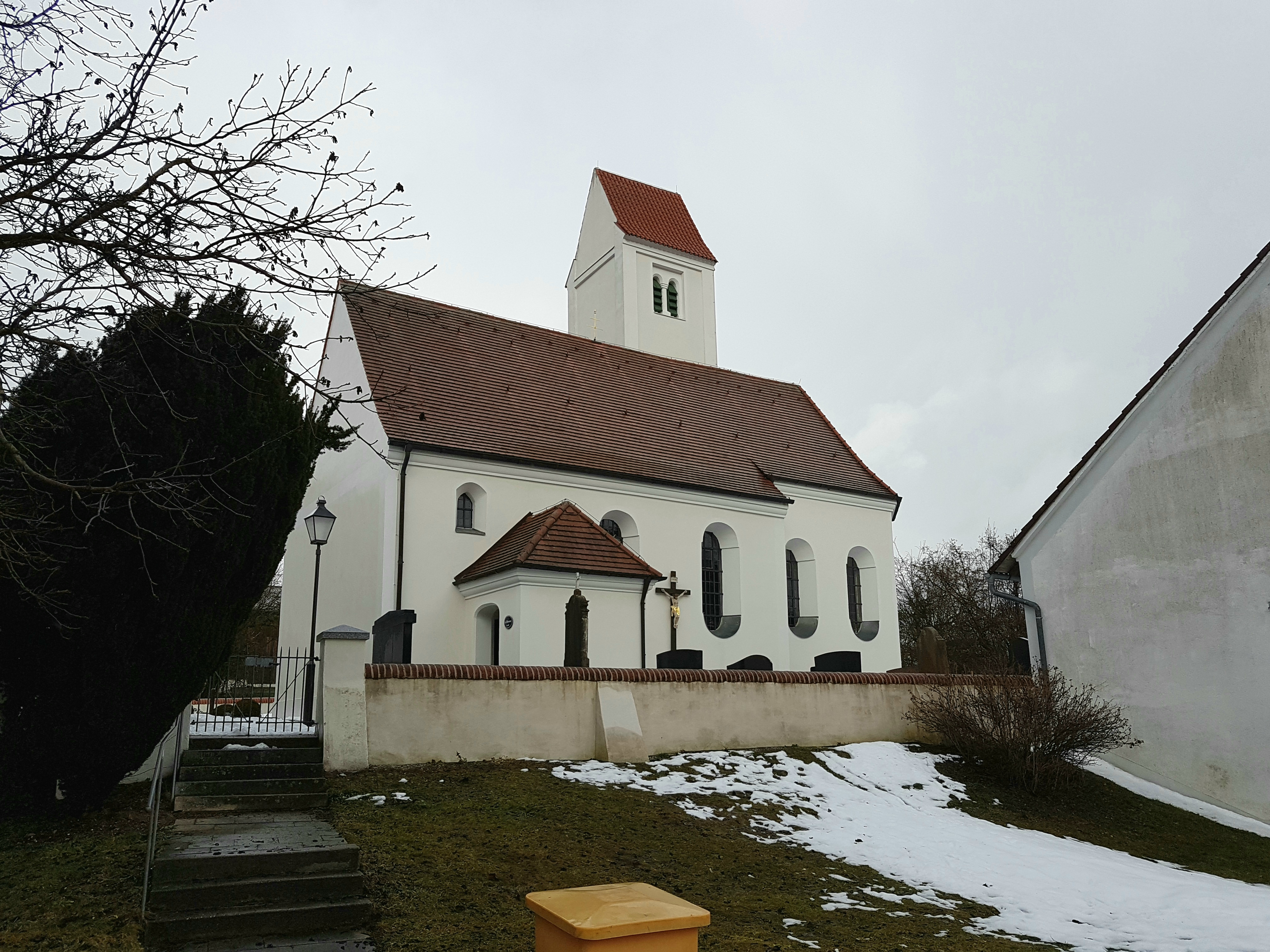
Mariä Himmelfahrt in Unterlappach

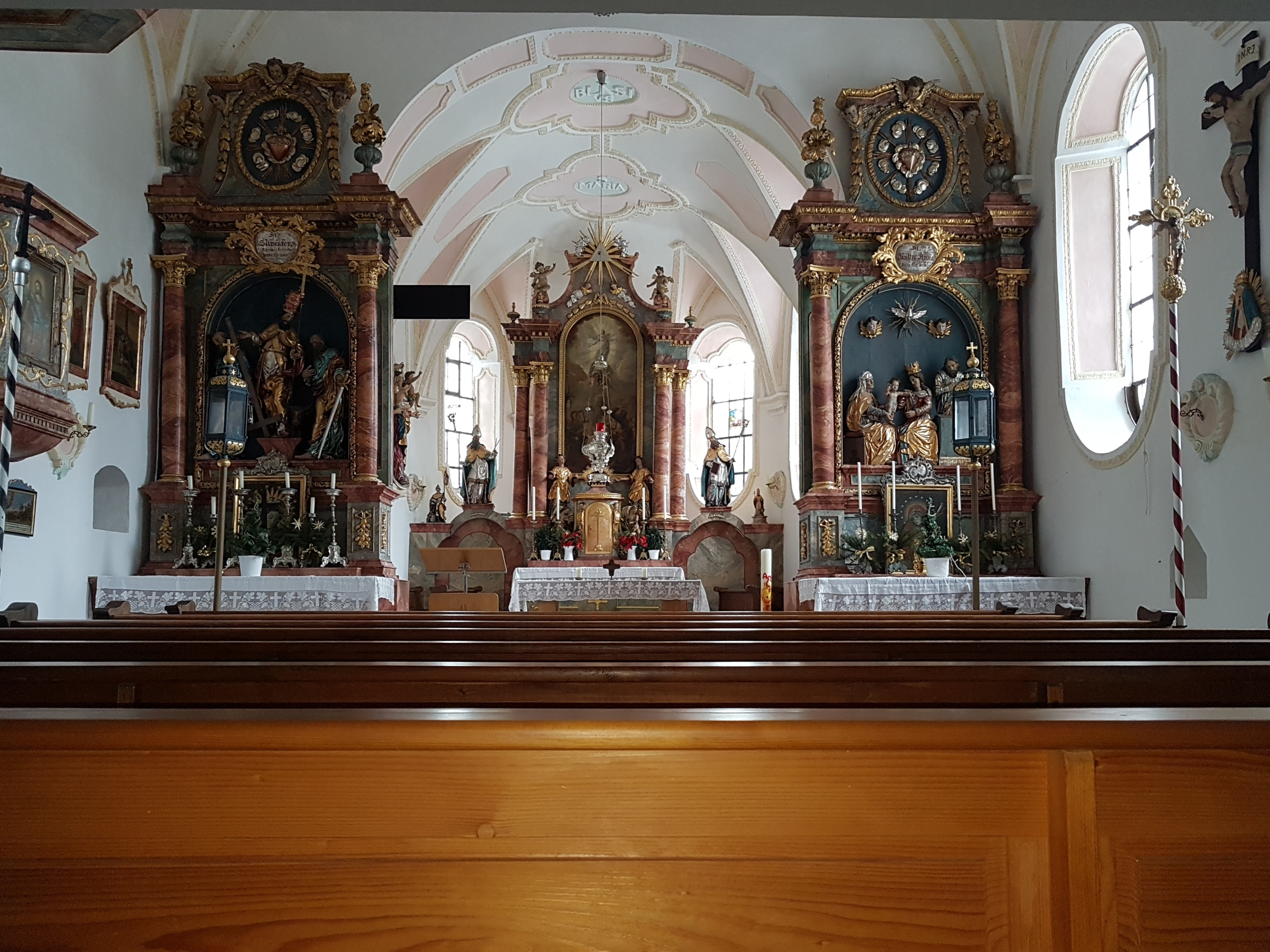
Innenraum

Die römisch-katholische Kirche Mariä Himmelfahrt (alternativ auch Filiale St. Silvester) steht in Unterlappach, einem Gemeindeteil von Maisach im oberbayerischen Landkreis Fürstenfeldbruck. Sie ist in der Liste der Baudenkmäler in Maisach unter der Nr. D-1-79-134-12 als Katholische Filialkirche St. Mariä Himmelfahrt eingetragen. Die Kirche ist eine Filialkirche von St. Michael (Rottbach) im Pfarrverband Maisacher Land (Dekanat Fürstenfeldbruck, Erzbistum München und Freising) und wird dort als Filiale Unterlappach St. Silvester bezeichnet.

## Beschreibung
Die spätgotische Saalkirche wurde am Ende des 17. Jahrhunderts barockisiert und erweitert. Sie besteht aus dem Langhaus, dem eingezogenen, dreiseitig geschlossenen Chor im Osten, dem Chorflankenturm an der Nordwand des Chors, dessen oberstes Geschoss den Glockenstuhl mit zwei Glocken enthält, und der Sakristei in der Nordwestecke von Turm und Langhaus. Ein Vorbau vor dem westlichen Joch an der Südwand des Langhauses führt zum Portal.
Der Hochaltar, in dessen Altarretabel  die Himmelfahrt Mariens dargestellt ist, wurde 1799 aufgestellt; das Gemälde stammt gemäß Signierung von Richard Viktor Purnickl. Über den seitlichen Opfergangsportalen stehen zwei fast lebensgroße Statuen von Bischöfen, daneben Statuetten der heiligen Florian (links) und Silvester (rechts). Im Retabel des linken, nördlichen Seitenaltars ist plastisch der hl. Silvester mit den Apostelfürsten Petrus und Paulus dargestellt, beim rechten, südlichen ist es das Motiv „Anna selbdritt“. An der Brüstung der Empore befinden sich Tafelbilder mit Porträts der 12 Apostel.

## Orgel

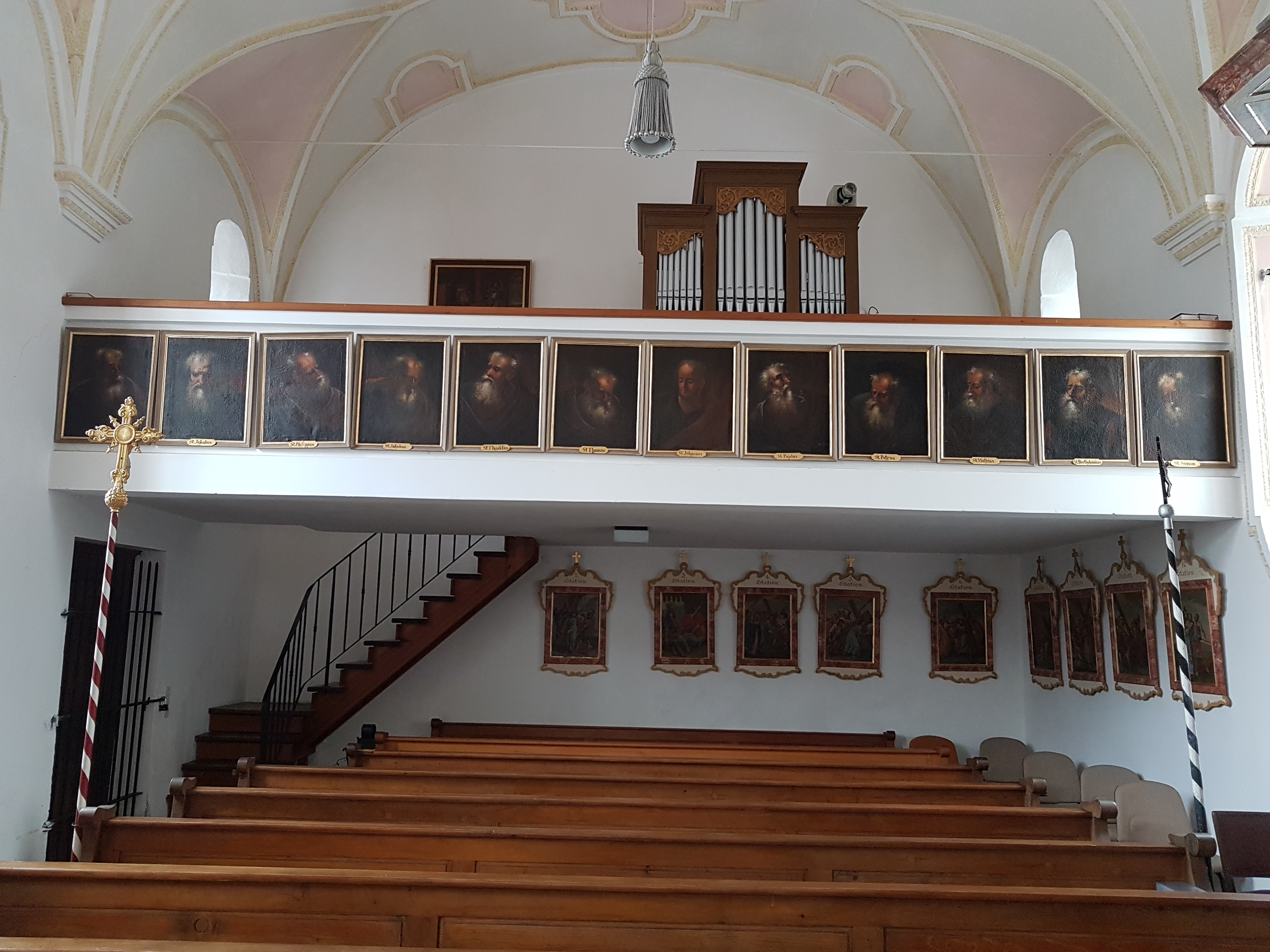
Orgel

Die Orgel mit sechs Registern auf einem Manual und Pedal wurde 1884 von Franz Borgias Maerz mit einem  Neubarockprospekt gebaut. Die Disposition des rein mechanischen Schleifladen-Instruments lautet:
| Manual C–f3 |    |
| Principal   | 8′ |
| Gedackt     | 8′ |
| Salicional  | 8′ |
| Gemshorn    | 4′ |
| Mixtur III  | 2′ |

| Pedal C–f |     |
| Subbaß    | 16′ |

- Koppeln: M/P